# Psammotis turkestanica
Psammotis turkestanica là một loài bướm đêm trong họ Crambidae.